# Polička vas
Polička vas – wieś w Słowenii, w gminie Pesnica. W 2018 roku liczyła 164 mieszkańców.